# Kedungdowo (Ploso)
Kedungdowo is een bestuurslaag in het regentschap Jombang van de provincie Oost-Java, Indonesië. Kedungdowo telt 2506 inwoners (volkstelling 2010).